# شهرستان منیتواک (ویسکانسین)
شهرستان منیواک، ویسکانسین (به انگلیسی: Manitowoc County, Wisconsin) یک سکونتگاه مسکونی در ایالات متحده آمریکا است که در ویسکانسین واقع شده‌است.

## خصوصیات
شهرستان منیواک ۳٬۸۶۹٫۴۶ کیلومترمربع مساحت دارد.

## نگارخانه

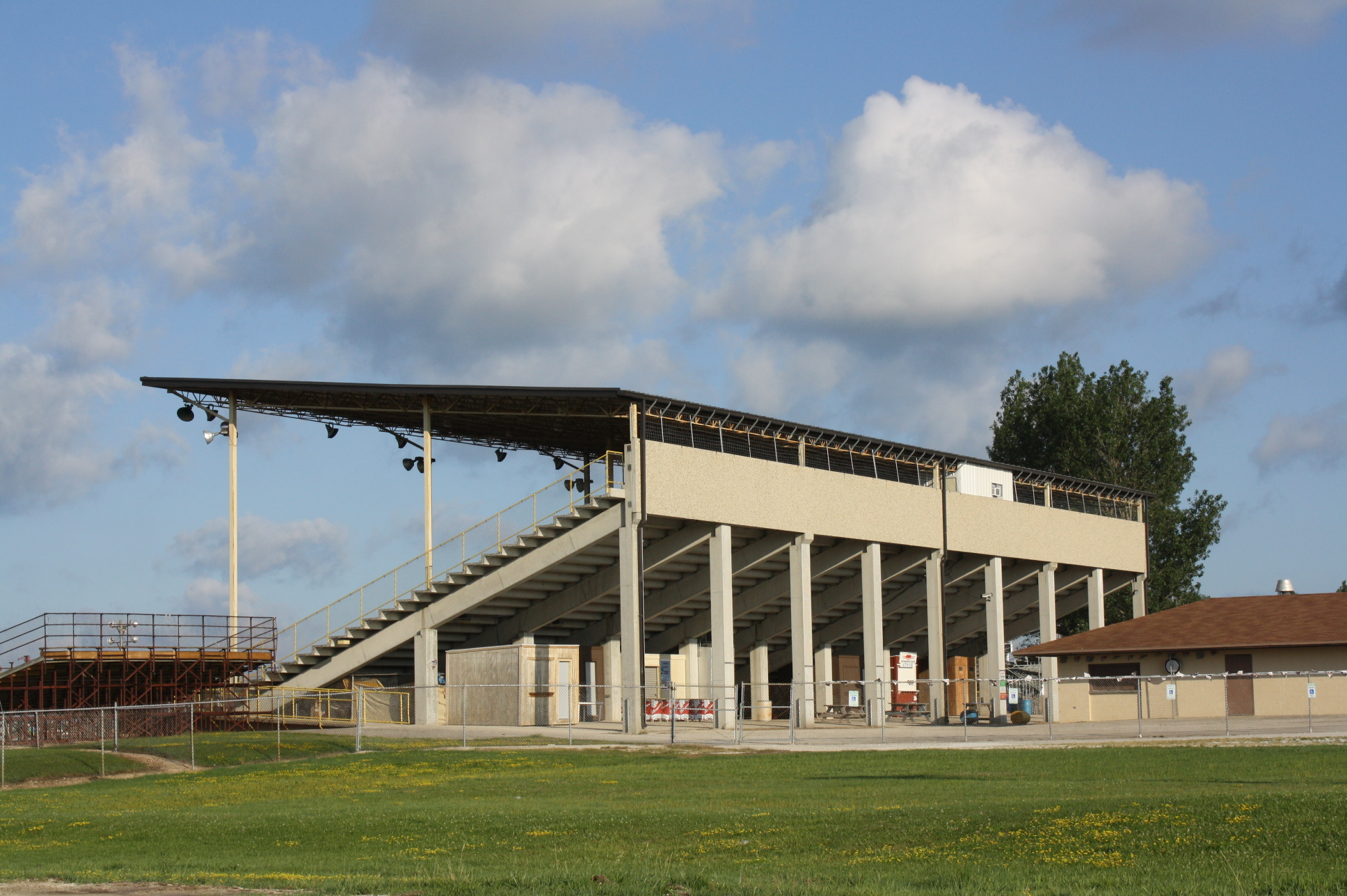
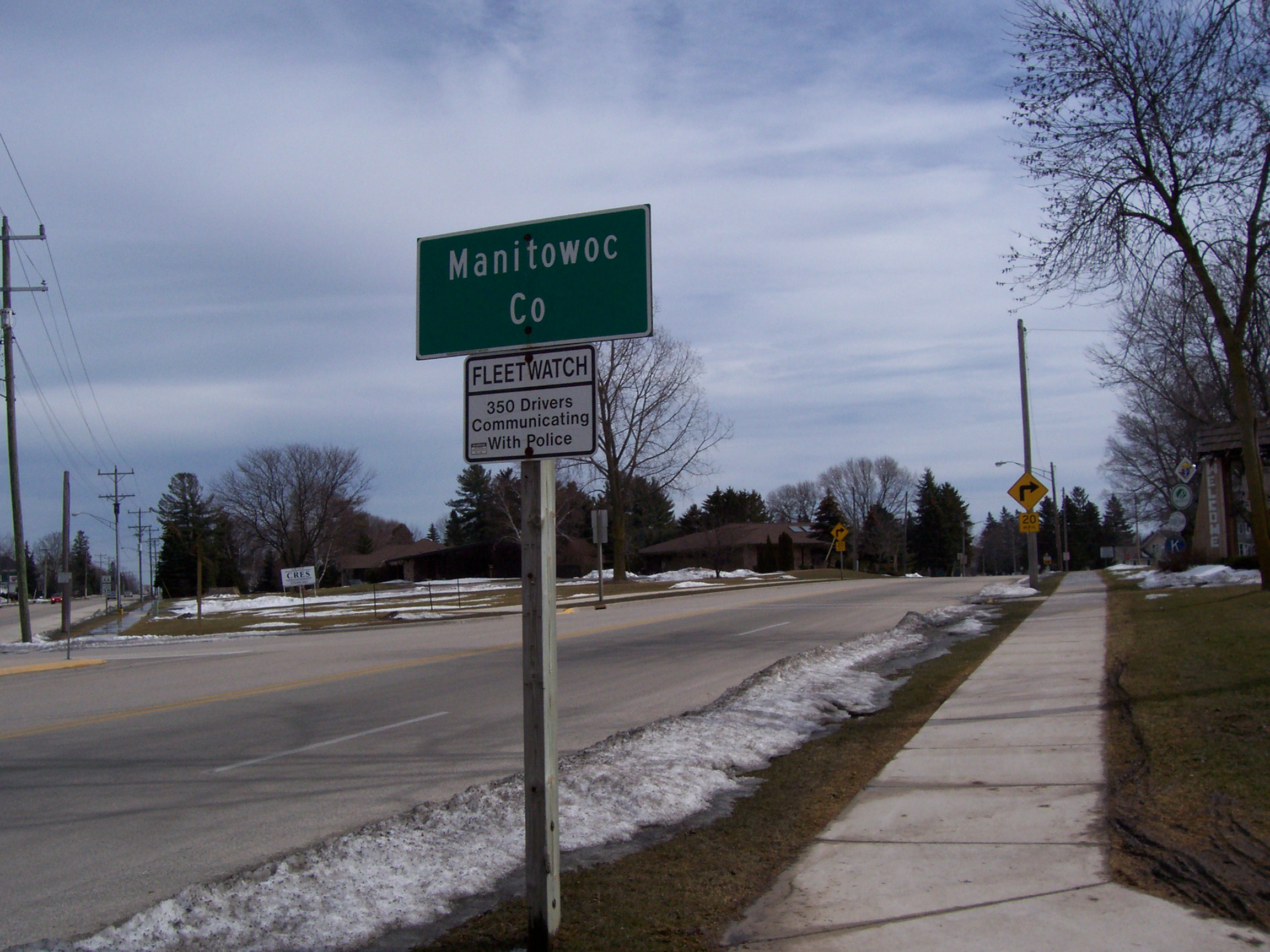
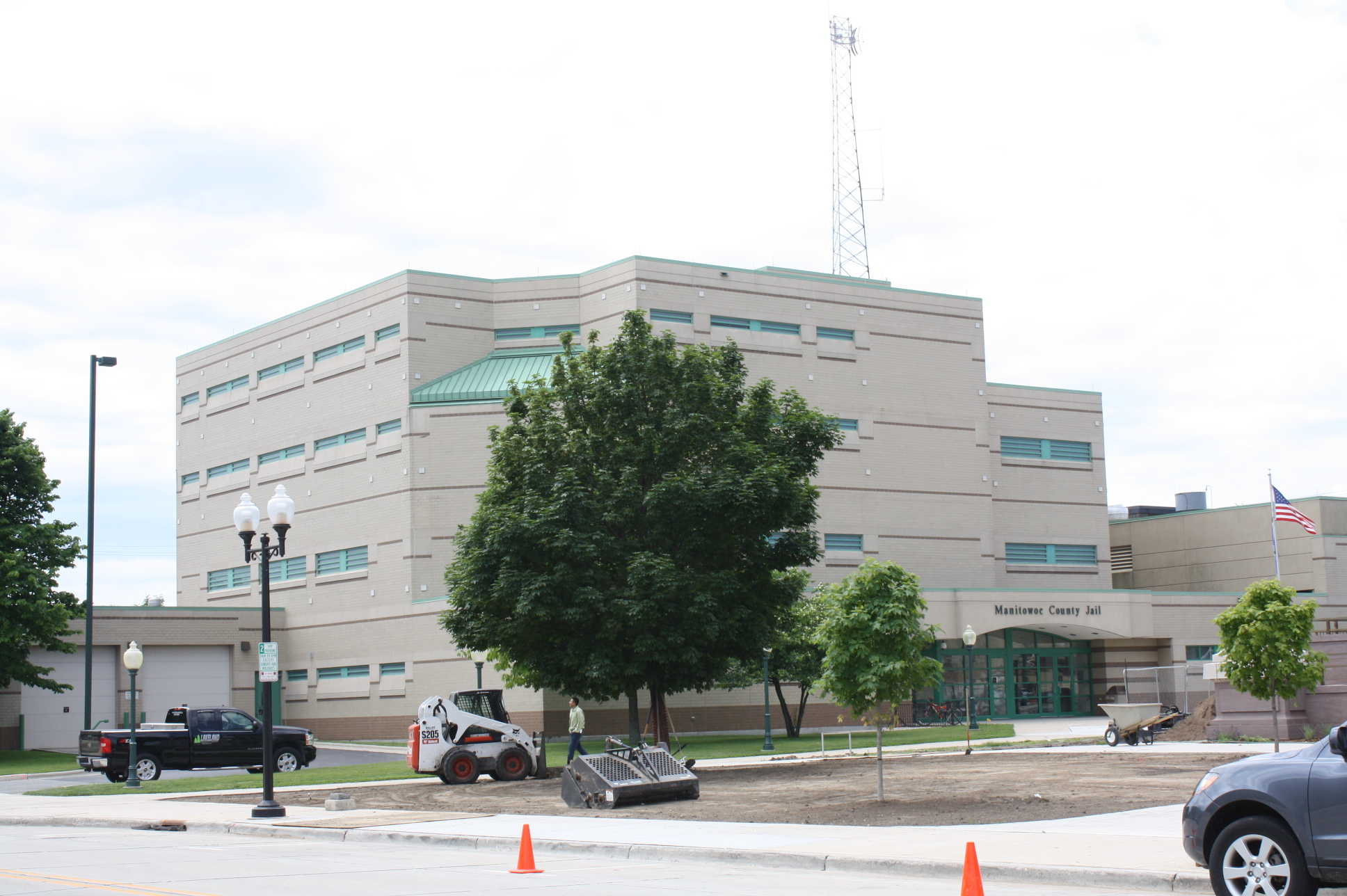